# Caius Rabirius
Caius Rabirius (Rome, 130 av. J.-C. environ – 60 av. J.-C. environ) est un sénateur de la République romaine.
Il est accusé d’homicide et de haute trahison. La plaidoirie de Cicéron en sa faveur, Pro Rabirio reo perduellionis, a été conservée. Son neveu, Caius Rabirius Postumus, fut également défendu par Cicéron.

## Meurtre et procès
C. Rabirius est mêlé au meurtre de Lucius Appuleius Saturninus en décembre 100 av. J.-C. Titus Labienus, tribun de la plèbe, dont l'oncle, Quintus Labienus, avait été lui-même tué au cours du meurtre de Saturninus et de ses partisans, lance une accusation contre Rabirius de haute trahison (perduellio), chef d'accusation archaïque qui n'apparaît que deux fois dans l'histoire romaine, et qui est passible d'une mort infamante (verges et crucifixion publique sur le champ de Mars). 
Après débat au Sénat, un préteur, dont le nom est inconnu, désigne deux magistrats (duumviri), chargés de juger et de procéder à l'exécution capitale. Un tirage au sort Lucius César et son cousin Jules César, que Suétone présente comme l'inspirateur de l'affaire,. Sur le conseil du consul Cicéron qui le soutient, Rabirius fait appel de sa condamnation grâce à la procédure de provocatio ad populum, faisant porter l'affaire devant le peuple.
Labienus est donc obligé de suivre la procédure tribunicienne. Il organise trois réunions publiques successives pour proposer au peuple la condamnation à mort de Rabirius. Labenius lors d'une quatrième réunion ne laisse parler Cicéron, défenseur de Rabirius qu'une demi-heure et fait entamer le vote de la condamnation à mort de Rabirius par les comices. Le préteur et augure Metellus Celer intervient pour interrompre le vote en prétextant que les auspices sont défavorables à la tenue des comices. Labenius passe outre et fait continuer le scrutin. Mettelus a recours à un rituel ancien, il fait enlever le drapeau rouge qui doit flotter sur la colline du Janicule lors de toute réunion des comices, ce qui interrompt leur tenue. Cet artifice sauve Rabirius, et Labenius ne s'obstine pas dans son action judiciaire,,.